# Vazamentos de óleo no litoral norte de São Paulo
Os vazamentos de óleo no litoral norte de São Paulo possuem registros catalogados desde a década de 1970 e são recorrentes até os dias atuais. Seus impactos diretos abrangem principalmente os municípios litorâneos de São Sebastião, Ilhabela, Caraguatatuba e Ubatuba, apesar de não se restringirem apenas a eles. Suas causas estão primariamente associadas com a movimentação de petróleo e derivados por meio de dutos que chegam até a cidade de São Sebastião e devido a grande operação de cargueiros no Terminal Almirante Barroso (Tebar), nesse mesmo município.
O Tebar está localizado no Canal de São Sebastião. O Canal possui cerca de 25 km de comprimento, de 2 a 6 km de largura e profundidade de 20 a 25 metros na sua entrada e mais de 40 metros na parte centro, tornando-o adequado para cargueiros de até 300 mil toneladas. Neste local ocorreram diversos acidentes com liberação de óleo ao mar desde o início de sua operação em 1967. A circulação de corrente impulsionada pelo vento é intensa, chegando a média de 0,4 metros por segundo e dificultando a contenção de derramamentos de óleo e derivados, mesmo por meio de barreiras.

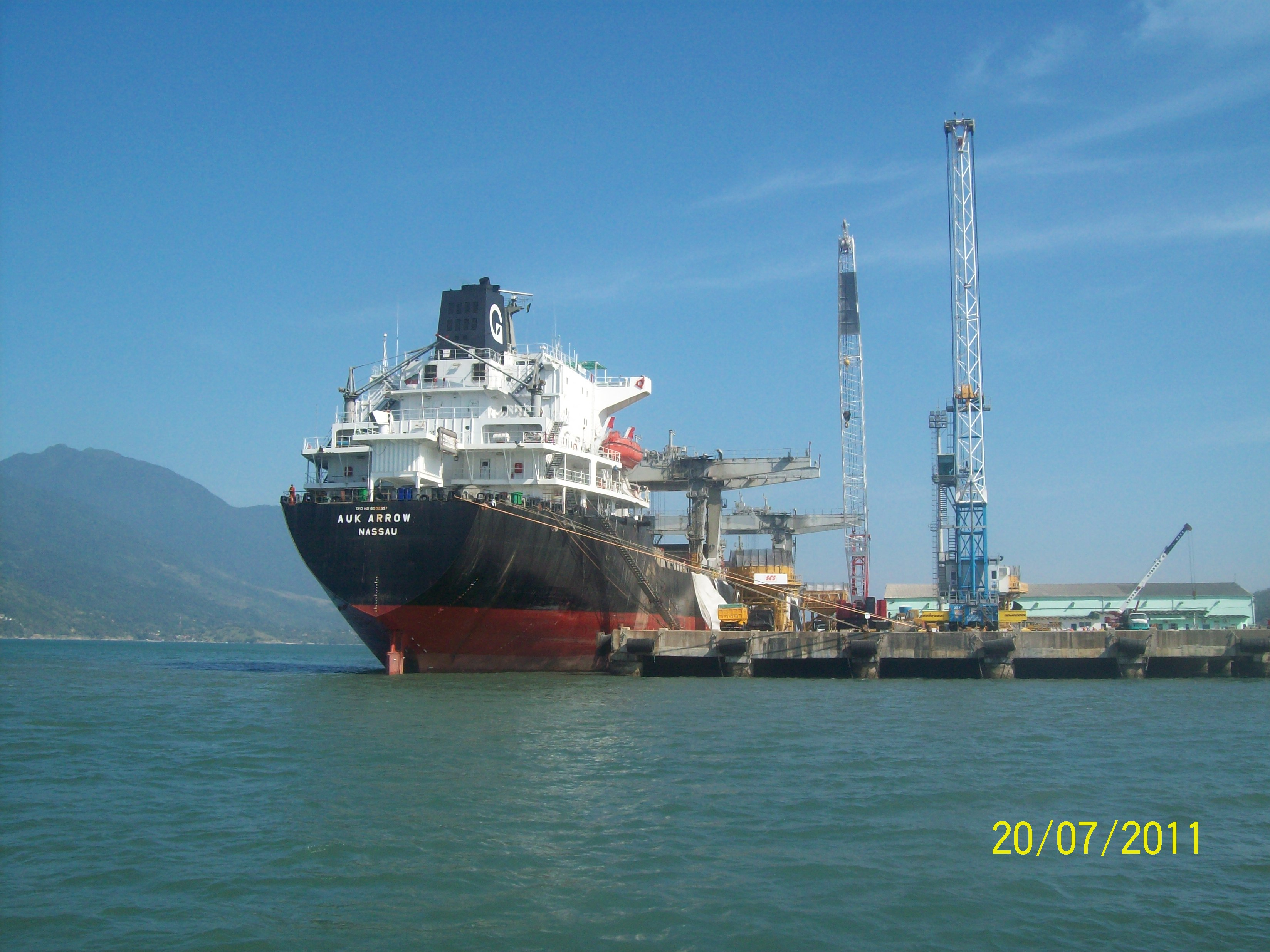
Navio atracado no Terminal Almirante Barroso no Canal de São Sebastião

Estudos estimam que entre o ano de 1974 e 1996, cerca de 84 praias foram afetadas pelos derramamentos de óleo na região do litoral norte paulista. Outra análise histórica informa que entre os anos de 1974 e 2000 ocorreram cerca de 232 ocorrências de vazamento de óleo na região.
Existem registros de pequenos vazamento ocorridos desde o ano 1955 no porto de São Sebastião, durante as atividades de transbordo de petróleo entre navios (conhecido como ship to ship). Tal atividade propicia que o óleo seja transferido para navios menores e que possuem condição adequada de calado para entrar no Porto de Santos.
Este artigo apresenta um histórico dos principais vazamentos ocorridos na região.

## Anos 1970
O primeiro grande acidente conhecido em relação a vazamento de óleo no litoral norte foi a colisão do navio petroleiro Takimyia Maru, o qual colidiu com uma rocha submersa no canal de São Sebastião em 1974, levando ao vazamento de mais de 6 mil m³ de óleo no mar.
Em janeiro de 1978, praticamente no mesmo local do acidente ocorrido há 4 anos, o navio petroleiro Brazilian Marina colidiu com uma rocha e provocou o vazamento também de cerca de 6 mil m³ de óleo no mar. Cerca de 20 praias foram poluídas, principalmente as de Ubatuba. Na ocasião, manchas de óleo foram visualizadas até na Restinga da Marambaia, sul do Rio de Janeiro. Este foi o primeiro caso de vazamento de óleo registrado oficialmente pela Companhia Ambiental do Estado de São Paulo (CETESB) e foi acompanhado por especialistas da Agência de Proteção Ambiental dos Estados Unidos e da Guarda Costeira norte-americana.
Após este evento, foi criado o CODEL (Comitê de de Defesa do Litoral Paulista), composto por dez instituições como a CETESB, Petrobras, Capitania dos Portos do Brasil, Instituto Oceanográfico da Universidade de São Paulo, entre outros. O intuito era de coordenar as ações de resposta e mitigação devido a derramamento de óleo no mar. As áreas atingidas pelo vazamento foram 8 praias e 1 ilha entre Ubatuba e sul do Estado do Rio de Janeiro.

## Anos 1980
Em novembro 1983, um acidente de navegação envolvendo as embarcações Carmópolis e a Arabean provocou o vazamento de cerca de 300 m³ de óleo que se espalharam do interior do canal de São Sebastião até as imediações de Ubatuba. Estima-se que a extensão da mancha principal atingiu até 8 km de comprimento, sem no entanto atingir nenhuma praia, em decorrência dos fortes ventos.

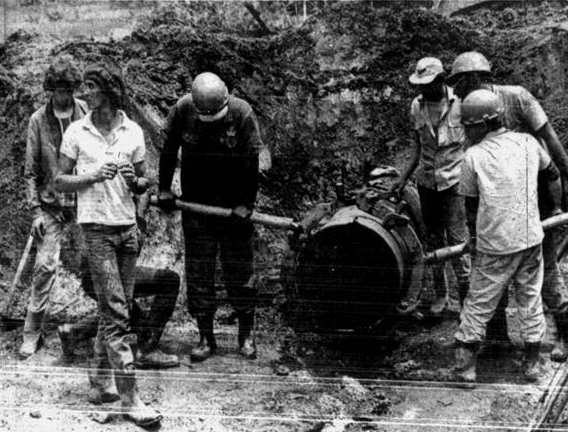
Reparos no oleoduto que liga a RPBC com o Tebar após seu rompimento em 1983

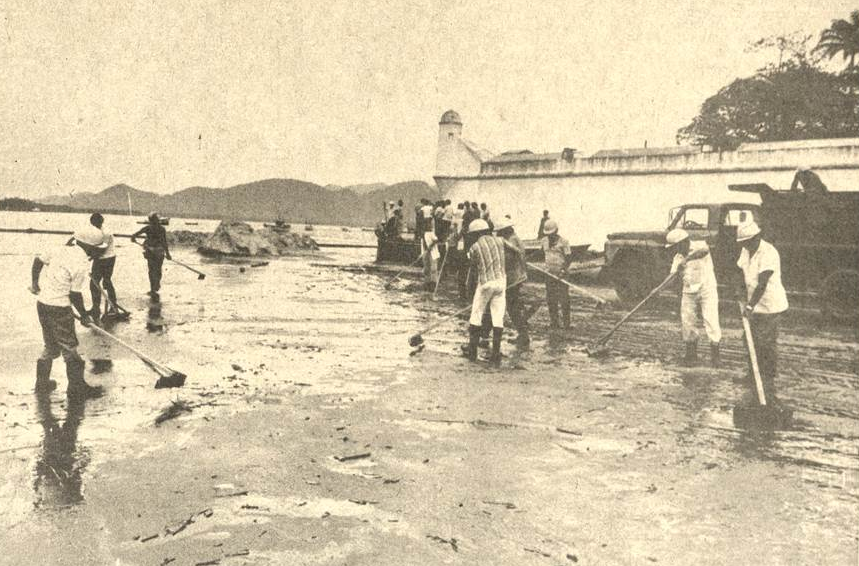
Atividade de limpeza das praias de Bertioga após o vazamento de 2,5 mil m³ de óleo em 1983

Em 14 de outubro de 1983, um rompimento do oleoduto, chamado de OSBAT, que interliga a Refinaria Presidente Bernardes (RPBC) com o Tebar provocou vazamento de cerca de 2,5 mil m³ de óleo poluindo mangues, praias e costões do Canal de Bertioga, através do rio Iriri. Este se configurou, até aquela data, como o maior derramamento já verificado no litoral do país, atingindo uma superfície de 100 km² de zona costeira ocupada por extensas áreas de manguezal. Áreas de Preservação Ambiental Permanente foram impactados pelo derramamento, de modo que ele originou o primeiro processo judicial brasileiro por danos ambientais.
No dia 4 de junho de 1984, o transbordamento de um dique de contenção do Terminal Almirante Barroso, acidente denominado Tebar II pela Cetesb, provocou o derramamento de 5 m³ de petróleo no Córrego do Outeiro, o qual passa pelo centro de São Sebastião e desagua no mar. Ocorreu posteriormente um incêndio de grandes proporções que gerou pânico aos moradores, fuga da população e uma fatalidade por problemas cardíacos. No incêndio foram formadas labaredas de dez metros de altura e colunas de fumaça que percorreram todo o córrego. Estabelecimentos próximos do acidente foram esvaziados pelo medo do fogo se espalhar. As chamas foram combatidas pelos caminhões da brigada de Incêndio da Petrobras e caminhões-pipa da prefeitura da cidade e da Sabesp, uma vez que não havia unidade de Corpo de Bombeiros na região.
Em março de 1985, a embarcação de nome Marina colidiu com o píer do terminal no Canal de São Sebastião, provocando vazamento de 2,5 mil m³ de óleo, afetando praias e costões. As manchas de óleo se deslocaram do interior do canal de São Sebastião até imediações de Ubatuba, incluindo suas ilhas. As áreas atingidas pelo vazamento de óleo foram 25 praias e 2 ilhas do litoral norte, centros de pesquisa, áreas de fundeio e unidades de conservação. Os impactos socioeconômicos foram presentes na atividade de maricultura, estabelecimentos náuticos e comerciais.
No mês de maio de 1988, um novo vazamento do oleoduto OSBAT, acidente denominado Tebar III pela Cetesb, provocou derramamento de cerca de mil m³ de óleo no mar em São Sebastião. Os impactos do vazamento chegaram a atingir 10 praias e uma ilha entre São Sebastião, Ilhabela e Ubatuba, além de provocar consequências para unidades de conservação, áreas de fundeio e impactos socioeconômicos para a pesca, estabelecimentos náuticos e comerciais.
No dia 3 de fevereiro de 1989, ocorreu o primeiro acidente daquele ano no Tebar. Cerca de 150 m³ de óleo foram derramados durante operação de bombeamento com o petroleiro Japurá, quando o braço de carregamento arrebentou no píer do terminal. O petróleo vazado era do tipo shengli, proveniente da China. A mancha de óleo se dividiu em três partes devido aos fortes ventos, ficando concentrado entre a ponta de Ilhabela e o distrito de São Francisco da Praia. Foram instalados dois conjuntos de barreiras para impedir a passagem de óleo em direção à areia das praias e utilizado o equipamento Egmopol, que succiona o óleo da superfície do mar, pelas equipes da Petrobras, Capitania dos Portos e Cetesb durante a resposta à emergência.
Em agosto de 1989, mais uma ruptura no oleoduto OSBAT, acidente denominado Tebar IV pela Cetesb, provocou vazamento de cerca de 350 m³ de óleo no mar em São Sebastião. O vazamento aconteceu próximo à região do Costão do Navio, entre as praias de Guaecá e Toque-Toque. Cerca de oito praias da cidade foram impactadas, assim como estabelecimentos comerciais e a atividade pesqueira da região. Os compostos aromáticos presentes no produto vazado foram percebidos de forma mais significativa na praia de Barequeçaba. Os efeitos do vazamento foram identificados em amostras de água até três meses após o acidente e sete meses depois os sedimentos ainda se apresentavam contaminados com óleo nas praias de Cigarras e Barqueçaba, em São Sebastião, Indaiá (Caraguatatuba) e Ponta das Canas (Ilhabela).

## Anos 1990
No dia 26 de maio de 1991, cerca de 280 m³ de óleo vazaram após um acidente de navegação no Canal de São Sebastião envolvendo o navio grego Penelope, atingindo 20 praias e uma ilha nas cidade de Ilhabela e São Sebastião. Foram evidenciadas também consequências para unidades de conservação, áreas de fundeio e impactos socioeconômicos para a pesca, estabelecimentos náuticos e comerciais. Após o evento, a Capitania dos Portos proibiu manobras de fundeio dos navios na área central do Canal de São Sebastião. O óleo vazado era do tipo Bonito, com grau API próximo de 25,6 e classificado como leve.
Já em 13 de agosto de 1991, um outro acidente envolvendo o navio grego Katina provocou a liberação de 60 m³ de óleo no mar, atingindo quatro praias em Ilhabela, unidades de conservação, áreas de fundeio e pesca. Após o acidente, os contratos envolvendo navios antigos foram suspensos pela Fronape/Petrobras. O óleo vazado era do tipo Marlim, com grau API próximo de 19,6 e classificado como pesado. As atividades de limpeza se estenderam até o dia 23 de agosto daquele ano.
Em maio de 1994, cerca de 2,7 milhões de litros vazam do oleoduto OSBAT, acidente nomeado Tebar V pela Cetesb, atingindo 35 praias (considerando também praias afetadas por óleo intemperizado na forma de pelotas e placas de piche) e 2 ilhas do litoral norte. Os impactos do acidente foram estendidos para áreas de pesca e estabelecimentos comerciais. Cerca de 18 praias foram consideradas impróprias para banho, 14 em São Sebastião e 2 em Ilhabela, sendo que a praia mais impactada foi a de Barequeçaba, a qual recebeu mais de 600 m³ de todo o óleo vazado. O petróleo vazado era do tipo Sergipano Terra, óleo pesado de grau API próximo a 24,5. O vazamento ocorreu nas imediações do Km 138 da Rodovia Rio-Santos e impactou também um córrego, a área do Parque Estadual Serra do Mar e a área de Proteção Especial do Costão do Navio. A Petrobras utilizou um produto canadense, chamado de Peat Sorb, para auxiliar a absorver o óleo derramado. A estratégia utilizada pela CETESB para recuperação das áreas afetadas foi uma combinação de recolhimento manual criterioso, uso de absorventes naturais, bombeamento a vácuo, com o método de limpeza natural. Tal procedimento se mostrou eficiente na limpeza da praia de Barequeçaba, a qual foi recuperada esteticamente em uma semana, com danos adicionais pouco consideráveis em relação à comunidade biológica local.
Em agosto de 1998, uma falha mecânica no casco do navio Maruim provocou a liberação de 15 m³ de óleo no mar. Ao todo 57 praias do litoral norte foram impactadas pelo acidente (considerando também praias afetadas por óleo intemperizado na forma de pelotas e placas de piche), assim como áreas de pescas e de fundeio. Além disso, existiram impactos para estabelecimentos comerciais na região. Este foi considerado o maior desastre ambiental na cidade de Ilhabela que aconteceu na década de 1990. As prefeituras de Ilhabela e São Sebastião, além da Cetesb, aplicaram multas na faixa de R$ 834 mil para a Petrobras, operadora do Terminal Almirante Barroso onde o navio estava atracado.
No dia 13 de abril de 1999, foi notado o vazamento de cerca de 4,5 m³ de óleo no mar em São Sebastião, proveniente do emissário submarino (ETE) ligado ao Tebar. A causa do acidente, denominado Tebar VI pela Cetesb, foi uma falha operacional em um flange do sistema, que provocou o retorno de óleo indevido pela linha do emissário submarino. O plano de resposta da emergência durou cinco dias e retirou cerca de 3 m³ de água oleosa do mar, além de 7,5 m³ de resíduos removidos de quatro praias de São Sebastião.

## Anos 2000
No dia 16 de março de 2000, ocorreu o vazamento de 7,5 m³ de óleo a partir do navio-tanque Mafra, no Terminal Almirante Barroso (Tebar) em São Sebastião. Nesta data, o acidente foi o pior observado no Terminal de petróleo desde o vazamento de 15 m³ pelo navio Maruim em 1998. A mancha de óleo atingiu cerca de 60 Km da costa de Ilhabela, atingindo 17 das suas 36 praias. A praia mais distante atingida pelo derramamento foi a de Bonete, no sul da ilha. O trabalho de limpeza, dificultado pela força dos ventos, envolveu mais de cem pessoas, sendo parte delas contratadas localmente nas áreas afetadas pela Petrobras. A Cetesb aplicou multa à empresa no valor de R$ 92 mil, sendo a 15ª já aplicada naquele momento ao Tebar desde o ano de 1994.
Em novembro de 2000, o navio petroleiro Vergina II, procedente da Bacia de Campos, colidiu com o píer sul do Tebar durante manobra de atracação. No acidente, mais de 86 m³ de petróleo do tipo Albacora vazaram para o Canal de São Sebastião devido à ruptura de um dos tanques de carga do navio. Seis praias em São Sebastião e outras nove em Ilhabela foram impactadas pela liberação de óleo. Após o acidente, a Secretaria Estadual de Meio Ambiente aplicou pela primeira vez a lei de crimes ambientais e multou a Petrobras em R$7,1 milhões pelos danos causados. A Cetesb havia aplicado anteriormente uma multa de R$90 mil.
Em junho de 2003, durante descarregamento de óleo do navio Nordic Marita no Tebar, uma abertura inadvertida das garras de conexão do terminal com a embarcação provocou a liberação de cerca de 25 m³ de petróleo no mar em São Sebastião. O evento aconteceu durante a transferência de petróleo do tipo Marlim-33. O plano de resposta à emergência durou por quatro dias, principalmente devido aos fortes ventos que dificultaram a contenção de óleo e sustentaram sua dispersão. No terceiro dia após o vazamento, uma lagoa costeira em Ubatuba foi atingida pela mancha de óleo. O Ibama aplicou uma multa de R$500 mil à Transpetro, enquanto a Cetesb determinou multa de cerca de R$345 mil devido ao impactos do óleo nas praias e costões rochosos da região. Em 2016, a empresa foi condenada pelo Superior Tribunal de Justiça a pagar R$ 300 mil pelos danos ambientais causados no acidente, incluindo danos morais coletivos, já que o vazamento impactou cerca de 120 Km do litoral norte paulista.
No dia 18 de fevereiro de 2004, uma ruptura no oleoduto OSBAT próxima ao Morro do Outeiro (São Sebastião), provocou um vazamento de petróleo do tipo Marlim misturado com Roncador, o qual atingiu o rio Guaecá no mesmo município. Não se sabe ao certo o volume de óleo vazado, mas estima-se que foi superior a 260 m³. A maior parte do óleo foi recuperado nas águas e margens do rio Guaecá, num trecho de quase oito Km, inclusive adentrando o Parque Estadual da Serra do Mar e afetando o bioma Mata Atlântica e matas ciliares. Após fortes chuvas, parte do óleo contido no rio transbordou pelas barreiras de contenção e atingiu o mar, na região da praia de Guaecá. Por isso, esta praia foi considerada imprópria para banho pela Cetesb por diversos dias. A operação de resposta a emergência envolveu esforços numerosos, contando com mais de 600 pessoas e atividades que duraram mais de um ano no total. A causa do acidente, identificada pela Transpetro (que opera o oleoduto), foi uma fenda longitudinal no duto. Nos primeiros dias após o acidente, centenas de animais foram encontrados mortos na região afetada pelo vazamento e, após um ano da sua ocorrência, ainda havia afloramento de óleo na calha do rio Guaecá. A Transpetro foi multada pelo município de São Sebastião em cerca de R$15 mil pelos danos causados no rio Guaecá, na praia de Guaecá e ecossistemas protegidos. Também, a CETESB determinou auto de infração no valor de cerca de R$125 mil, além de determinar a necessidade da empresa elaborar um relatório técnico trazendo informações sobre o evento acidental e as ações reparadoras tomadas. Em 2017, o Ministério Público Federal entrou com ação civil pública pedindo que a Petrobras e a Transpetro paguem R$322,6 milhões como reparação pelos danos aos ecossistemas da região, além de determinar a elaboração de estudos detalhando as medidas de resposta tomadas e também pede que as empresas reestruturem seu plano de resposta a emergência.

## Anos 2010
Em 5 de abril de 2013, um vazamento de cerca de 3,5 m³ de óleo combustível marítimo (MF-320) ocorreu no sistema de oleoduto do Tebar a partir de escape inadvertido em uma válvula do sistema. Onze praias de São Sebastião e outras três em Caraguatatuba foram atingidas pela liberação do produto. Além disso, toneladas de peixes e mariscos morreram e praias da cidade de São Sebastião foram interditadas após o vazamento. Por conta disso, a Transpetro foi multada em R$10 milhões pela Cetesb e mais R$50 mil pela prefeitura de São Sebastião. Foram utilizadas duas aeronaves, equipamentos de limpeza mecânica e mais de 300 pessoas para efetuar a limpeza do óleo derramado. Segundo a Transpetro, a causa do acidente foi relacionada a falhas no processo de inspeção de equipamentos no píer do Terminal, especificamente em uma tubulação que se encontrava em manutenção e não teve as verificações de seguranças necessárias para manter a condição segura do sistema. Em 2016, o Ministério Público Federal e o Ministério Público de São Paulo entraram com uma ação civil pública contra a Petrobras e Transpetro pedindo indenizações de R$ 16 milhões para reparar danos materiais e coletivos, além de ressarcimento de pescadores e maricultores impactados pelo incidente. Em maio de 2019, a Transpetro foi condenada pela 1ª Vara Federal de Caraguatatuba a pagar R$ 2 milhões, custear projetos ambientais, obras de recuperação das áreas degradadas e manutenção de espaço público. Três funcionários da empresa que tinham sido acusados inicialmente como responsáveis pelo acidente, tiveram sua pena extinta.